# Robert Tomašević
Robert Tomašević es un deportista yugoslavo que compitió en taekwondo. Ganó tres medallas de bronce en el Campeonato Europeo de Taekwondo entre los años 1984 y 1990.

## Palmarés internacional
| Campeonato Europeo | Campeonato Europeo | Campeonato Europeo | Campeonato Europeo |
| Año                | Lugar              | Medalla            | Categoría          |
| ------------------ | ------------------ | ------------------ | ------------------ |
| 1984               | Stuttgart (RFA)    | Medalla de bronce  | –78 kg             |
| 1988               | Ankara (Turquía)   | Medalla de bronce  | –76 kg             |
| 1990               | Århus (Dinamarca)  | Medalla de bronce  | –83 kg             |